# كريستيان ريفيرو
كريستيان ريفيرو (بالإسبانية: Cristian Rivero Sabater)‏ هو لاعب كرة قدم إسباني، ولد في 21 مارس 1998 في غانديا في إسبانيا.